# Brokullens naturreservat
Brokullen är ett naturreservat  i Kävsjö socken i Gnosjö kommun och Åkers socken i Vaggeryds kommun i Småland (Jönköpings län).

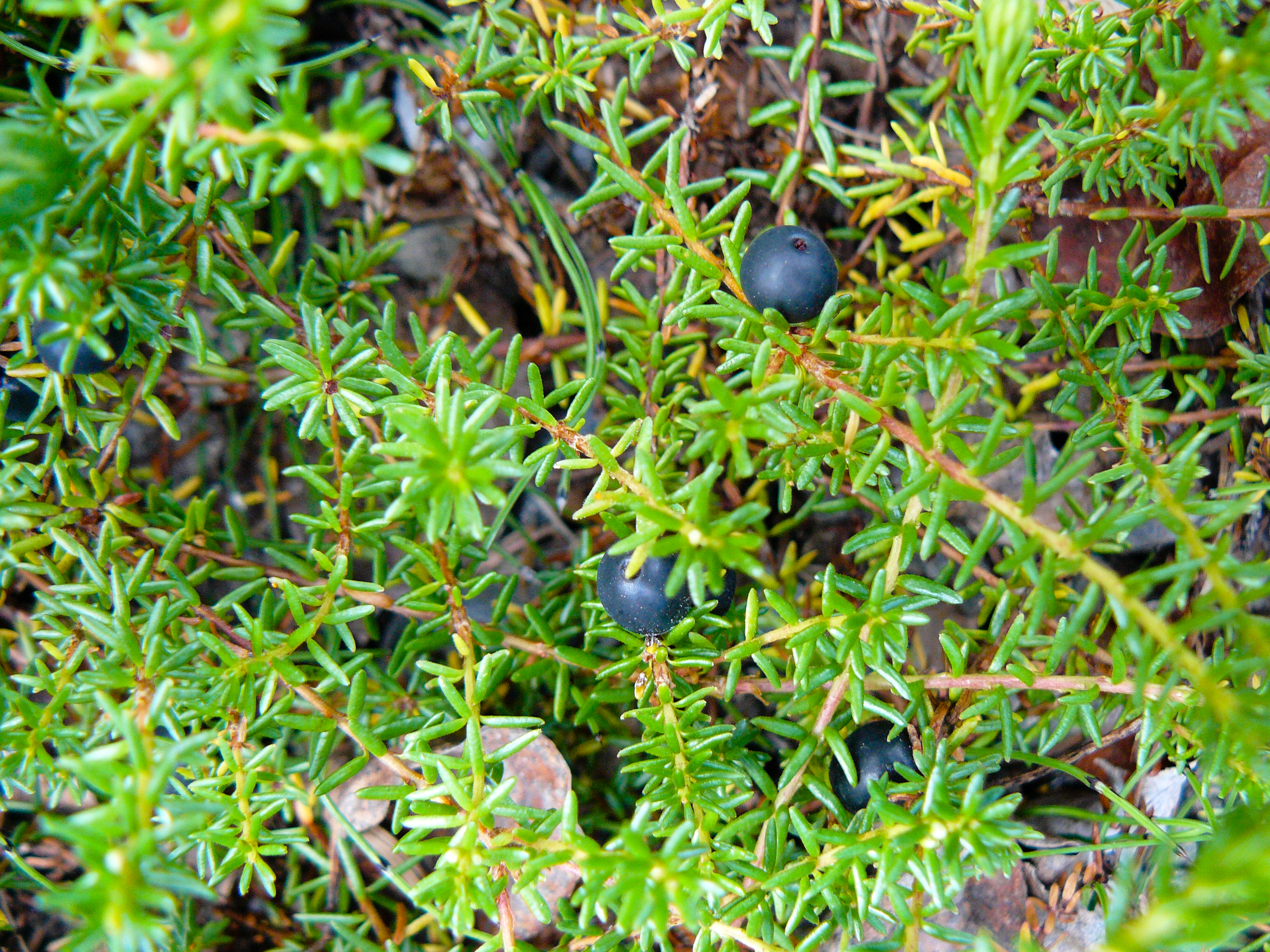
Kråkbär

Området är skyddat sedan 2007 och är 56 hektar stort. Det är beläget 8 kilometer öster om Kävsjö kyrka. Reservatet består är en högmosse som ligger i utkanten av Store Mosse nationalpark. Större delen av området består av öppen myr men ju längre ut mot mossens kanter man kommer, desto tätare växer träden.